# Rynda
La Rynda (en russe : Рында, littéralement « cloche ») est une corvette de la Marine impériale de Russie, la seconde d'une série de deux navires de la classe Vityaz. Ils sont les premiers navires dotés d'une coque en acier.

## Historique

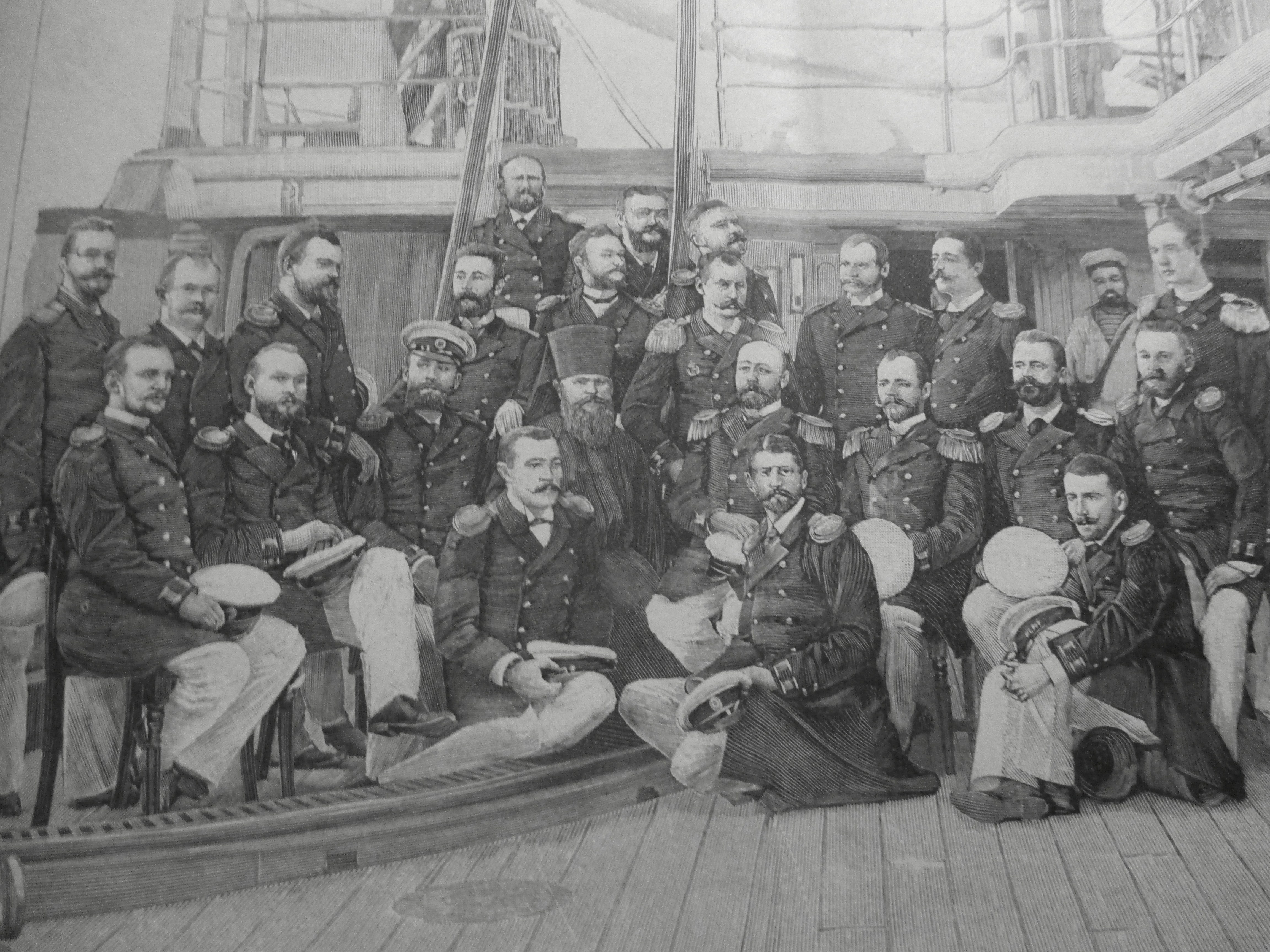
État-major de la Rynda en visite à Toulon (1893).

À la fin du XIXe siècle, la Marine impériale de Russie investit presque tous ses fonds dans la construction de croiseurs. De la classe Vityaz seules deux corvettes furent construites : la Vityaz et la Rynda. C'est sous l'influence d'Ivan Alexeïevitch Chestakov, chef de l'Amirauté en 1882, que la construction de ces deux navires put se réaliser. Deux projets techniques furent présentés : celui du capitaine de 1re classe Leonid Pavlovitch Semekhine (1830-1883) et l'ingénieur naval français P.K. du Buys, représentant de l'usine franco-russe, ce dernier remporta le contrat.
En 1893, la Rynda effectue une visite à Toulon dans le cadre de l'Alliance franco-russe, sous le commandement du capitaine von Krieger.

## Construction
Le contrat de construction des deux corvettes est conclu le 24 juin 1883. La supervision de la construction de la Rynda est confié à l'architecte naval Leontiev. La pose de la quille de cette corvette a lieu le 16 février 1883 au chantier naval franco-russe sur l'île de Galerniy à Saint-Pétersbourg. Sa construction débute le 13 octobre 1883.

### Carrière dans la Marine impériale de Russie
(janvier 2015).
- 1886-1889 - La Rynda entreprend une expédition dans le Pacifique.
- 1892-1896 - La corvette entreprend une expédition en Méditerranée et dans l'océan Atlantique. En octobre 1893, elle rend visite à la flotte française à Toulon pour sceller l'Alliance franco-russe.
- 1888 - À l'occasion du 100e anniversaire de la colonie britannique australienne, la Rynda ancre dans le port de Sydney. À son bord sont présents le commandant de la corvette, le capitaine de 1re classe Fiodor Karlovitch Avelan, le grand-duc Alexandre Mikhaïlovitch de Russie, le comte Matveï Alexandrovitch Apraksine, le prince Mikhaïl Sergueïevitch Poutyatine et Nikolaï Mikhaïlovitch Tolstoï[2].

### Carrière dans la Marine soviétique
Le 8 mai 1917, la Rynda est rebaptisée Osvoboditel (« libérateur »). En mai 1918, la corvette est transférée vers un port de stockage pour les navires devenus obsolètes. Le 12 mai 1922, elle est rayée des effectifs de la Marine soviétique.